# Machiko
Machiko (jap. まちこ, マチコ) – żeńskie imię japońskie.

## Możliwa pisownia
Machiko można zapisać używając wielu różnych znaków kanji i może znaczyć m.in.:
- 町子, „miasto, dziecko”[1]
- 真千子, „prawda, tysiąc, dziecko”
- 真知子, „prawda, wiedza, dziecko”
- 満知子, „zadowolony, wiedza, dziecko”
- 満智子, „zadowolony, mądrość, dziecko”

## Znane osoby
- Machiko Hasegawa (町子), jedna z pierwszych twórczyń mang
- Machiko Kawana (真知子), japońska seiyū
- Machiko Kyō (マチ子), japońska aktorka
- Machiko Soga (町子), japońska aktorka
- Machiko Tezuka (真知子), japońska piosenkarka

## Fikcyjne postacie
- Machiko Himura (真知子), bohaterka serii light novel, mangi i anime Ōkami-san